# Felipe López Caballero
Felipe López Caballero (Bogotá, 10 de noviembre de 1947) es un empresario y periodista colombiano.
Es hijo del expresidente colombiano Alfonso López Michelsen y nieto del también expresidente Alfonso López Pumarejo. Fue el re-fundador y propietario de la revista Semana, la cual trata temas principalmente relacionados con política.

## Biografía

### Niñez y juventud
Felipe López nació en el seno de una familia influyente en Colombia. Estudió en el "Liceo Francés, estuvo un tiempo en Boston, y se graduó del colegio Nueva Granada". Viajó a Alemania y después entró al London School of Economics e hizo un MBA en Suiza. Trabajó un tiempo en Londres en la Federación Nacional de Cafeteros.
De niño viajó con su padre Alfonso López Michelsen a México, exiliado debido al gobierno de Mariano Ospina Pérez. Según José Gabriel Ortiz, amigo cercano, “Felipe López fue de las primeras personas que secuestraron en la historia de México” tenía tres años y lo llevaron en un carro para luego devolverlo sin explicación.

### Estudios
Felipe viajó a Alemania a los 16 años a aprender el idioma que hoy maneja muy bien. Al no poder ingresar a la universidad debido a su corta edad consiguió un trabajo como vendedor de revistas. "Felipe era buen vendedor, gracias a que sensibilizaba a los clientes con que tenía siete hermanos en Colombia a los que tenía que mantener."

### Carrera
Felipe López refundó la revista Semana en 1982, luego de conseguir que le cedieran el nombre de la antigua revista propiedad de Alberto Lleras. Según María Elvira Bonilla, una de las primeras reporteras de Semana, el editor Plinio Apuleyo Mendoza viajó desde Francia en ese entonces para montar la revista Semana.
Su hija María López trabaja en la revista, y actualmente dirige los proyectos sociales de Semana. Además aspira en 30 años dirigir la revista.
Antonio Caballero fue su primo y amigo, columnista durante 25 años de la revista Semana y amigo hace 60 hasta la muerte de este. López fue galardonado con el premio de periodismo Simón Bolívar en la categoría Vida y obra en 1996. También recibió el premio Luca de Tena, entregado por el Príncipe de Asturias, Felipe de Borbón, en 2008. López aceptó el reconocimiento con un breve discurso, donde enfatizó que más allá de ser un galardón propio o de la revista ‘Semana’ es un “reconocimiento al periodismo de mi país”, y recordó a los 109 periodistas colombianos asesinados en los últimos 20 años y a quienes dedicó el homenaje.
La revista Semana, por su parte, ha recibido premios como un Ortega y Gasset, tres premios Rey de España, un premio a la excelencia periodística de la Sociedad Interamericana de Prensa (SIP), el premio a la responsabilidad ambiental Fundaciones Siembra Colombia y América Sostenible, un premio de Transparency International e Instituto Prensa y Sociedad, 2 premios nacional de periodismo círculo de periodistas de Bogotá (CPB), entre otros.